# سادائو کازاما
سادائو کازاما (انگلیسی: Sadao Kazama؛ زادهٔ ۲۵ اکتبر ۱۹۴۰) کشتی‌گیر اهل ژاپن بود.